# Tasman (renderovací jádro)
Tasman je renderovací jádro, které se poprvé objevilo ve webovém prohlížeči Internet Explorer 5 pro Macintosh. Snahou tohoto jádra bylo vylepšit podporu pro webové standardy definované konzorciem World Wide Web. V čase vydání Internet Exploreru 5 pro Mac byl Tasman renderovací jádro s nejlepší podporou webových standardů. Internet Explorer pro Mac dnes již není podporován, ale Tasman se stále vyskytuje v jiných produktech společnosti Microsoft.

## Historie
První verze Tasmanu (označovaná jako „v0“) se objevila 27. března 2000 v Internet Exploreru 5 pro Mac. Aktualizovaná verze (označovaná jako 0.1) byla součástí Internet Exploreru 5.1 pro Mac. 15. května 2003 Microsoft uvolnil prohlížeč MSN pro Mac OS X, který používal vylepšené renderovací jádro Tasman (verze 0.9). Tato verze obsahovala následující vylepšení:
- Plná podpora Unicode.
- Vylepšená podpora CSS se selektory z CSS 3, CSS TV Profile a @media.
- Vylepšená podpora DOMu s DOM 1 Core a DOM 2 Core, Style a Events. Též byla vylepšena kompatibilita s IE DOM z Internet Exploreru pro Windows.
- Podpora pro XHTML 1.0 a 1.1 (tato podpora není ve MSN pro Mac OS X aktivována).
- Lepší podpora pro vlastnosti Mac OS X jako CoreGraphics, ATSUI a CFSocket.

Následně byl Tasman vylepšen a povýšil na verzi 1.0, ale žádné z těchto vylepšení nebylo nikdy zahrnuto v žádném produktu. 11. května 2004 Microsoft uvolnil kancelářský balík Microsoft Office 2004 pro Mac, který obsahuje jádro Tasman v e-mailovém klientu Entourage.